# Paolo Emilio André
Enrico Paolo Emilio Andrè (Firenze, 23 dicembre 1877 – Firenze, 1º novembre 1939) è stato un architetto italiano.
Enrico Paolo Emlio Andrè (meglio conosciuto come Paolo Emilio Andrè) è stato un architetto fiorentino, cognato del più noto architetto Gino Coppedè. A Firenze è uno dei pochi architetti di inizio '900 che adotta gli stilemi del liberty, seppur timidamente, e realizza il Villino Uzielli in Piazza d'Azeglio tra il 1903 ed il 1906.
Il Palazzo della Pubblica Assistenza L'Avvenire di Prato del 1913, invece è progettato con un linguaggio storicista. 